# Sergei Istomin

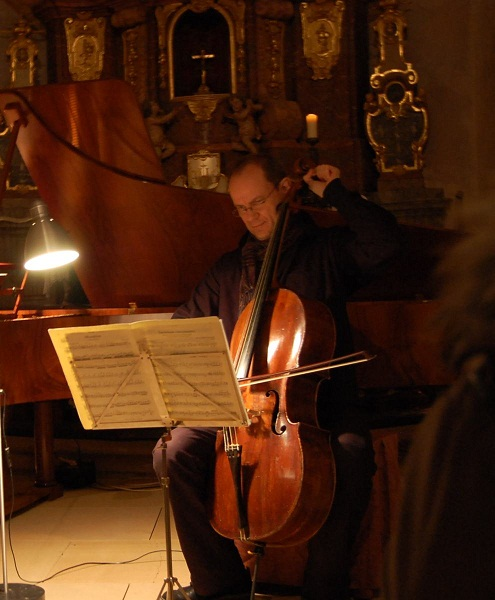
Sergei Istomin

Sergei Istomin (russisch Сергей Истомин, wiss. Transliteration Sergej Istomin) ist ein russischer Musiker  (Violoncello und Viola da Gamba).

## Leben
Istomin begann ein Cellostudium im Alter von sechs Jahren an der Moskauer Gnessin-Schule für junge Talente, die er mit einem Bachelor abschloss. Am Moskauer Tschaikowsky Konservatorium setzte er sein Studium bei Valentin Feighin fort und erlangte dort einen Master-Abschluss. In den USA, am Oberlin Konservatorium und am Institut für barocke Aufführungspraxis in Ohio besuchte er die Meisterklasse für Viola da Gamba bei Catharina Meints.
Sergei Istomin arbeitet  als erster Cellist mit dem Orchester Anima Eterna zusammen, tritt mit Solo- und Kammermusikprogrammen auf, zusammen mit den Fortepianisten Viviana Sofronitsky, Jos van Immerseel und Claire Chevallier, als Trio mit Midori Seiler und Jos van Immerseel sowie mit dem Tafelmusik Baroque Orchestra.
Außerdem trat Istomin beim Festival de Beaune, La Folle Journée de Nantes, Festival van Vlaanderen Brügge, Festival de Saint Requirer, Festival d’Aix-en-Provence, Festival de Wallonie, dem Schleswig-Holstein Musik Festival und dem Sopron Festival in Ungarn auf.
Sein Repertoire erstreckt sich von Barockmusik über Klassische Musik und Musik der Romantik bis hin zur Neuen Musik.
Zurzeit lebt der russisch-französisch-kanadische Musiker in Belgien.

## Aufnahmen
- Frédéric Chopin: Gesamtwerk für Cello und Klavier. Passacaille Musica Vera, Belgien.
- Joseph Haydn: Cello-Konzerte. Mit dem Apollo Ensemble, David Rabinovich. Passacaille Musica Vera, Belgien.
- Felix Mendelssohn Bartholdy: Gesamtwerk für Cello und Hammerklavier. Mit Viviana Sofronitsky. Passacaille Musica Vera, Belgien.
- Virtuoso Solos for Viola da Gamba. (Abel, Schenk, Telemann). Analekta, fleurs de lys FL 2 3144.
- Johann Sebastian Bach: Six Suites a Violoncello Solo senza Basso. Analekta, fleurs de lys FL 2 3114 – 5.
- Franz Liszt: Späte Stücke. Zig-Zag Territoires ZZT 040902.
- J.S. Bach: Notenbüchlein für Anna Magdalena Bach. (Auswahl) Analekta, AN 2 8251.
- Carl Philipp Emanuel Bach: Trio-Sonaten, Musik am Hofe Friedrichs des Großen. CBC Records, MVCD 1117.
- Louis-Nicolas Clérambault: Les Coucous Bénévoles. CBC Records, Musica Viva MVCD 1152.
- Gardens of Versailles. Les Coucous Benevoles Artifact Music.
- An Hour with C.P.E. Bach. Music and Arts Programs of America CD 1037.